# Ordynskoïe
Ordynskoïe (en russe : Ордынское) est une commune urbaine de Russie de type bourg ouvrier qui est située dans l'oblast de Novossibirsk. C'est le siège administratif du raïon et de la municipalité du même nom. 

## Géographie
Ordynskoïe se trouve au bord de la Ob au sud de l'oblast de Novossibirsk, à 103 km à vol d'oiseau de Novossibirsk. 

## Histoire
La localité est connue depuis 1721. 

## Population
Recensements (*) et estimations de la population,: 
| 1959* | 1970* | 1979* | 1989* | 2002*  | 2010*  |
| ----- | ----- | ----- | ----- | ------ | ------ |
| 5 557 | 7 677 | 8986  | 9 505 | 10 448 | 10 256 |

| 2012   | 2013  | 2014  | 2015 | 2016  | 2017  |
| ------ | ----- | ----- | ---- | ----- | ----- |
| 10 055 | 9 831 | 9 662 | 9589 | 9 616 | 9 727 |

| 2018  | 2019  | 2020  | 2021* | - | - |
| ----- | ----- | ----- | ----- | - | - |
| 9 835 | 9 874 | 9 934 | 9 455 | - | - |